# コンポラ写真
コンポラ写真（コンポラしゃしん）とは、日本において、1970年前後に強まった写真の一傾向。アンリ・カルティエ＝ブレッソンや木村伊兵衛によるスナップ写真へのアンチテーゼとして登場したと解釈されている。

## 経緯
1966年12月、アメリカのジョージ・イーストマンハウスで、「Contemporary Photographers, Toward A Social Landscape（コンテンポラリー・フォトグラファーズ　社会的風景に向かって）」という写真展が開催され、ブルース・デヴィトソン、リー・フリードランダー、ゲイリー・ウィノグランド、デュアン・マイケルスなどが取り上げられた。また、1967年、ニューヨーク近代美術館で行われた「New Document」展でもフリードランダー、ウィノグランド、ダイアン・アーバスなどが取り上げられた。
一般には、彼らの影響を受けた写真が「コンポラ写真」と呼ばれている。特に山岸章二が編集長を務めた「カメラ毎日」はコンポラ写真の中心的な舞台となった。
一方、「コンテンポラリー・フォトグラファーズ」展のカタログが日本に輸入された1968年以前に、既に「コンポラ写真」的な表現は日本でも生まれていたとの指摘もある。

## 特徴
写真家の大辻清司は、雑誌「カメラ毎日」1968年6月号「シンポジウム　現代の写真」で近年の若い写真家に共通する傾向として、コンポラ写真について下記のように定義した。
- カメラ本来の形である横位置が多い
- 写真表現のテクニックの否定
- 日常の何気ない被写体
- 誇張や強調をしない
- 標準、または広角レンズが多用される
- 撮影者の心境を表した、被写体との距離感

この「シンポジウム　現代の写真」では石元泰博、高梨豊、佐藤弘子、下津隆之、牛腸茂雄などの写真が掲載され、コンポラ写真を代表する作家として紹介された。

## 論争
「アサヒカメラ」1969年4月号に掲載された「コンポラかリアリズムか　新しい写真表現の可能性をさぐる」と題された座談会では高梨豊、中平卓馬、新倉孝雄、嬉野京子がコンポラ写真擁護の論陣を張り、桑原史成らと論争を繰り広げた。

## 代表的な写真家
- 牛腸茂雄
- 三浦和人

## 代表的な写真集
- センチメンタルな旅（荒木経惟）
- SELF AND OTHERS（牛腸茂雄）